# فار ایسترن ایر ترنسپورت
فار ایسترن ایر ترنسپورت (به انگلیسی: Far Eastern Air Transport) یک شرکت هواپیمایی با کد یاتا FE است که در تاریخ ۵ ژوئن ۱۹۵۷ میلادی تأسیس شده است. دفتر مرکزی فار ایسترن ایر ترنسپورت در تایپه، تایوان واقع شده‌است و قطب این شرکت هواپیمایی در فرودگاه سونگشان تایپه قرار دارد و به ۱۰ مقصد، پرواز مستقیم انجام می‌دهد.